# Alberto, Duque de Eslésvico-Holsácia
Alberto João Carlos Frederico Artur Jorge (26 de fevereiro de 1869 – 27 de abril de 1931 em Berlin, Alemanha) Foi membro da Família Real Britânica e de 1921 a 1931 foi chefe da Casa Ducal e Duque Titular de Eslésvico-Holsácia.
Filho do príncipe Cristiano de Eslésvico-Holsácia-Sonderburgo-Augustemburgo (1831 - 1917) e da princesa Helena do Reino Unido (1846 - 1923), neto da Rainha Vitória e do Príncipe Consorte Alberto de Saxe-Coburgo-Gota. Foi sucedido como chefe da Casa Real de Eslésvico-Holsácia-Sonderburgo-Augustemburgo por seu primo o Príncipe Gustavo de Eslésvico-Holsácia-Sonderburgo-Augustemburgo, Duque de Porvoo e Urjala.

## Carreira militar
O príncipe Alberto cresceu no Cumberland Lodge no Windsor Great Park. À semelhança do seu irmão mais velho, o príncipe Cristiano Victor, Alberto estava destinado a ter uma carreira militar. Porém, enquanto Cristiano integrou o exército britânico, Alberto serviu o exército prussiano onde chegou à posição de tenente-coronel. Durante a Primeira Guerra Mundial foi dispensado do serviço contra os britânico pelo imperador alemão e passou a guerra em Berlim onde era membro do pessoal do governador da cidade.

## Ducado
Em 1921 o príncipe ascendeu ao lugar de chefe dos Eslésvico-Holsácia-Sonderburgo-Augustemburgo da Casa de Eslésvico-Holsácia, quando o seu primo sem filhos, o duque Ernesto Gunter de Eslésvico-Holsácia-Sonderburgo-Augustemburgo faleceu. Este era o ramo mais antigo da Casa de Oldemburgo, à qual pertencem o duque de Eslésvico-Holsácia-Sonderburgo-Glucksburgo, o rei da Dinamarca, o rei da Noruega, o rei dos Helenos, o antigo grão-duque de Oldemburgo e a família imperial russa.

## Descendência
Apesar de nunca ter casado, o príncipe Alberto foi pai de uma criança, Valerie Marie. Nascida a 3 de Abril de 1900 em Liptovský Mikuláš, na Hungria (na altura Austro-Hungria), ela ficou, quase imediatamente após o seu nascimento, aos cuidados de Anna Rosenthal e do seu marido Rubin Schwalb de origem judaica. A 15 de Abril de 1931, pouco antes da sua morte, Alberto escreveu uma carta à filha onde admitia ser pai dela. Depois disto, a 12 de Maio, ela mudou o apelido de Schwalb, o nome da família adoptiva, para "zu Eslésvico-Holsácia".
A 28 de Junho de 1925, em Viena, Valeria Marie (que na altura era a única filha da família Schwalb) casou-se com o advogado Johann Wagner, mas o casal divorciou-se a 14 de Fevereiro de 1938. O casamento, que não gerou filhos, foi formalmente anulado a 4 de Outubro de 1940 em Salzburgo. Quando ela pretendia casar outra vez, tornou-se importante tornar o seu parentesco à realeza oficial visto que as leis Nazi proibiam os casamentos entre judeus e arianos. Isto foi feito com a ajuda das suas tias Helena Vitória e Maria Luísa que assinaram uma declaração onde confirmavam a sua ligação com a realeza a 26 de Julho de 1938.
A 15 de junho de 1939, foi realizada uma união civil entre ela e o príncipe Adalberto-Carlos, o 10º duque de Arenberh em Charlotemburgo, Berlim. Quando o seu primeiro casamento foi anulado, foi realizada uma cerimónia religiosa em Münster, perto de Vestefália, a 9 de outubro de 1940, o casal também não conseguiu ter filhos. Valeria Marie morreu em Mont-Baron, Nice a 14 de abril de 1953, aparentemente de suicídio. Ela nunca descobriu a identidade da sua mãe.
As últimas investigações e os documentos de adopção da família Schwalb mostraram que ela era filha da baronesa Berta Maria Madelena de Wernitz (nascida a 17 de agosto de 1868 em Berlim), uma nobre prussiana que morreu a 4 de abril de 1900 em Liptovský Mikuláš em consequência do parto.

## Títulos
- 1869-1917: Sua Alteza o príncipe Alberto von Eslésvico-Holsácia-Sonderburgo-Augustemburgo
- 1917-1921: Sua Alteza Real o príncipe Alberto
- 1921-1931: Sua Alteza Alberto, Duque do Eslésvico-Holsácia